# Helmstan
Helmstan (Elmstan; żył w IX wieku) – średniowieczny biskup Winchesteru. 
Otrzymał święcenia biskupie w 838 roku i kierował diecezją Winchester do ok. 846 roku. Jego imię znajduje się na poświadczeniach kilku nadań ziemskich króla Ethelwulfa.
Kolejnym biskupem Winchesteru został św. Switun.